# Apodasmia rufonigraria
Apodasmia rufonigraria är en fjärilsart som beskrevs av Walker 1862. Apodasmia rufonigraria ingår i släktet Apodasmia och familjen mätare. Inga underarter finns listade i Catalogue of Life.